# Rudolf Pfeiffer (Philologe)
Rudolf Carl Franz Otto Pfeiffer (* 28. September 1889 in Augsburg; † 5. Mai 1979 in Dachau) war ein deutscher klassischer Philologe. Er gilt als einer der bedeutendsten Vertreter seines Faches des 20. Jahrhunderts.

## Leben und Werk
Rudolf  Pfeiffer war nach dem Studium der Klassischen Philologie in München, wo er vor allem von Otto Crusius geprägt wurde, zunächst im Bibliotheksdienst tätig (1912–1921, UB München). Aber bereits 1916, nach einer schweren Verwundung bei Verdun, war er entschlossen, sich ganz der Wissenschaft zu widmen. In seinem Beruf beurlaubt, konnte er sich 1920 ein Jahr lang in Berlin mit den neu gefundenen Kallimachos-Papyri beschäftigen. Dabei lernte er Wilamowitz kennen, der offenbar sofort das große Talent erkannte; dafür zeugt jedenfalls auch die steile wissenschaftliche Laufbahn. Pfeiffer selbst hat sein Leben lang eine tiefe Verehrung für den großen Gelehrten gehegt, so dass er auch an der Herausgabe seiner „Kleinen Schriften“ beteiligt war.
Nach der Habilitation 1921 bei Eduard Schwartz mit den Kallimachosstudien wurde Pfeiffer 1923 auf das Extraordinariat an der Friedrich-Wilhelm-Universität berufen, eine Position, die für viele Philologen zum Startpunkt einer großen Karriere wurde. In der Tat übernahm er schon im gleichen Jahr den Lehrstuhl an der jungen Universität Hamburg. Ab 1927 lehrte er in Freiburg, dann als Nachfolger von Schwartz 1929 bis 1937 sowie wieder ab 1951 bis zur Emeritierung 1957 in München. Als Ehemann einer Jüdin musste er im Juni 1937 den Staatsdienst verlassen und wirkte 1938 bis 1951 am Corpus Christi College in Oxford.
Vor allem wegen der Sprachprobleme erhielt er erst 1946 einen Lehrauftrag im Bereich der Geschichte der Wissenschaft, bevor er ordentliche Positionen erreichen konnte, 1948 als „Senior Lecturer“ und 1950 als „Reader“ in seinem Fach. Einen Halt in der schweren Anfangszeit fand er auch an der Oxford University Press, die später seine großen Bücher verlegte. Später nahm er die britische Staatsbürgerschaft an und ist der zweiten Heimat, Oxford und England, bis zu seinem Tod in Dankbarkeit verbunden geblieben. Seiner Tätigkeit als Forscher dagegen kam der Aufenthalt im Exil unbedingt entgegen. Nicht nur konnte er mit vorzüglichen Gelehrten (darunter auch deutschen, wie Eduard Fraenkel und Paul Maas) zusammenarbeiten, die unerschöpflichen Bücherschätze der Stadt auf der einen, die reichen Bestände an Papyri auf der anderen Seite schienen geradezu für seine Interessengebiete bestimmt.
Schon in der Münchener Zeit hatte Rudolf Pfeiffer seine Forschungen auf die gesamte Breite der griechischen Literatur, Homer, Lyrik und Tragödie ausgeweitet. Daneben aber lief die Beschäftigung mit dem Gebiet weiter, dem schon seine Dissertation gegolten hatte und das ihn immer wieder beschäftigt hat: dem Humanismus und Erasmus. Die Oxforder Zeit kam dann vor allem Bemühungen um den hellenistischen Dichter Kallimachos zugute, dem schon die Habilitationsschrift nebst der Ausgabe der Neufunde gegolten hatte und wofür ihm Oxford die denkbar besten Arbeitsmöglichkeiten bot. Die Ausgabe, 1949–1953 erschienen, gilt als eine der großen editorischen Leistungen des 20. Jahrhunderts.
Spätestens seit 1953 beschäftigte Pfeiffer sich intensiv mit dem Plan, die Geschichte seines Faches von den Anfängen an darzustellen, ein Projekt, für das niemand besser geeignet war als er, der gerade die beiden Epochen vollständig übersah, die entscheidend für die Klassische Philologie wurden: ihre Begründung im hellenistischen Alexandria sowohl wie ihr Wiedererstehen in der Renaissance. Während der erste Band eher eine Reihe von tiefschürfenden Spezialuntersuchungen darstellt, gibt der zweite den souveränen Überblick eines Meisters über die Leistungen seiner Vorgänger, der auch für Nichtspezialisten lesbar ist. Charakteristisch für die Sicht Pfeiffers von seinem Fach ist, dass er wieder das Adjektiv „Klassisch“ in den Titel aufnahm (obwohl er es anders als der Kreis um Werner Jaeger verstand), nachdem vor allem Wilamowitz dezidiert nur von „Philologie“ gesprochen hatte.
Es gelang Rudolf Pfeiffer noch, diesen Band abzuschließen. Sein Nachlass wird in der Bayerischen Staatsbibliothek München verwahrt.

## Schriften (Auswahl)
- 1919 Die Meistersingerschule in Augsburg und der Homerübersetzer Johannes Spreng. Duncker & Humblot, München (Schwäbische Geschichtsquellen und Forschungen 2)
- 1922 Kallimachosstudien. Untersuchungen zur Arsinoe und zu den Aitia des Kallimachos. Hueber, München
- 1923 Callimachi fragmenta nuper reperta. Ed. maior. Marcus et Weber, Bonn
- 1931 Humanitas Erasmiana. Teubner, Leipzig (= Studien der Bibliothek Warburg 22)
- 1949 Callimachus. Clarendon Press, Oxford. Vol. 1: Fragmenta. Nachdruck 1985, ISBN 0-19-814115-7
- 1953 Callimachus. Clarendon Press, Oxford. Vol. 2: Hymni et epigrammata. Nachdruck 1985, ISBN 0-19-814116-5
- 1960 Winfried Bühler (Hrsg.): Ausgewählte Schriften. Aufsätze und Vorträge zur griechischen Dichtung und zum Humanismus. Beck, München (S. 292–297 Verzeichnis der Schriften; ergänzt in Bühler 1980, S. 409 Anm. 1)
- 1961 Philologia perennis. Festrede ... Bayerische Akad. der Wissenschaften, München (= Fest- und Gedächtnisreden 12,9)
- 1968 History of classical scholarship. From the beginnings to the end of the Hellenistic age. Clarendon Press, Oxford 1968. Repr. 1978. ISBN 0-19-814342-7.
  - Deutsche Übersetzung: Geschichte der klassischen Philologie. Von den Anfängen bis zum Ende des Hellenismus.  Beck, München 1970, 2., durchges. Aufl. 1978. ISBN 3-406-03751-8
- 1976 History of classical scholarship. From 1300 to 1850. Clarendon Press, Oxford 1976. Repr. 1978. ISBN 0-19-814364-8.
  - Deutsche Übersetzung: Die klassische Philologie von Petrarca bis Mommsen. Beck, München 1982. ISBN 3-406-08411-7

## Auszeichnungen
- 1934 Ordentliches Mitglied der Bayerischen Akademie der Wissenschaften (1937 korrespondierendes Mitglied und 1952 erneut ordentliches Mitglied)
- 1949 Fellow, British Academy
- 1953 Ordentliches Mitglied des Deutschen Archäologischen Instituts
- 1955 Korrespondierendes Mitglied der Österreichischen Akademie der Wissenschaften, 1972 ihr Ehrenmitglied
- 1959 Bayerischer Verdienstorden
- 1960 Honorary Fellow, Corpus Christi College, Oxford
- 1961 Honorary Member, Society for the Promotion of Hellenic Studies
- 1965 Ehrendoktorat Universität Wien
- 1971 Korrespondierendes Mitglied der Académie des Inscriptions et Belles-Lettres
- 1971 Ehrendoktorat Universität Thessaloniki